# Vendula Strakatá
Vendula Strakatá (født 16. januar 2007 i Prag) er en cykelrytter fra Tjekkiet, der kører for Team Rytger Carl Ras.